# Demonax cinereus
Demonax cinereus är en skalbaggsart som beskrevs av Dauber 2004. Demonax cinereus ingår i släktet Demonax och familjen långhorningar. Inga underarter finns listade i Catalogue of Life.